# Too Sweet
«Too Sweet» es una canción del cantautor irlandés Hozier. Se publicó el 22 de marzo de 2024, a través de Rubyworks Records, Island Records y Columbia Records, como primera canción de su quinto EP Unheard y se lanzó como sencillo el 29 de marzo de 2024. La canción ha encabezado las listas de Australia, Irlanda, Nueva Zelanda, Noruega, Reino Unido y Estados Unidos, convirtiéndose en el primer sencillo número uno de Hozier en los seis países.

## Antecedentes
El 14 de marzo de 2024, Hozier anunció su quinto EP Unheard que incluye cuatro temas inéditos extraídos de las sesiones para su tercer álbum de estudio Unreal Unearth (2023).El cantante aclaró que las canciones «no pudieron salir en el lanzamiento original» por diversas razones, pero aun así encajan en los temas de «la gula, el limbo, la violencia y el "ascenso" hacia el exterior». Ese mismo día anunció la canción en TikTok en un vídeo en el que dibujaba un esqueleto. «Too Sweet» se publicó por sorpresa como tema de apertura del proyecto el 22 de marzo.

## Composición
En «Too Sweet», Hozier se encuentra con el «ritmo de un verdadero noctámbulo», sorbiendo whisky y bebiendo café solo. Además, muestra las facetas y multitudes de una relación, mientras el cantante habla con su media naranja. La cancion refleja mas allá de una letra, como el sentir de una pareja es tan genuino que hace parecer la vida dulce, Haciendo alusión a que la vida con esa persona llega a sentirse dulce y te da tanta energía que tienes que tomar las cosas sin sabor y dormirte tarde por estar con esa media naranja tan especial para ti. El cantante prefiere la crudeza porque su pareja «ya es demasiado dulce». La canción explora además el tema de cómo las diferencias pueden evolucionar durante una relación.
«Too Sweet» está en la tonalidad de Si bemol mayor, con un ritmo de 117 BPM, ligeramente rápido. La canción tiene un compás de 4/4, lo que significa que hay cuatro pulsos por compás. La progresión de acordes incluye Bb Dm Eb F, que se utilizan a lo largo de toda la pista. Estos elementos definen la armonía y la estructura rítmica de la canción.

## Rendimiento comercial
«Too Sweet» debutó en el número 8 de la lista UK Singles Chart el 29 de marzo de 2024, lo que supuso para Hozier su primer sencillo entre los diez primeros en el Reino Unido desde «Take Me to Church» en 2014 y el segundo en total. Subió al número 4 el 5 de abril de 2024. El 12 de abril de 2024, alcanzó la cima de la lista con 61.000 unidades y 6,7 millones de streams, convirtiéndose en el primer sencillo número uno de Hozier en el Reino Unido.
En Estados Unidos, «Too Sweet» debutó en el número cinco de la lista Billboard Hot 100 la semana del 6 de abril de 2024, lo que supuso el primer debut de Hozier en el top 10 y su segundo top 10 después de «Take Me to Church». Tres semanas después, la canción alcanzó el número uno, superando el número dos de «Take Me to Church» y convirtiéndose en el primer número uno de Hozier en Estados Unidos. Con ello, Hozier se convirtió en el primer artista irlandés en alcanzar el número uno del Billboard Hot 100 desde Sinéad O'Connor en 1990 con «Nothing Compares 2 U», y el cuarto en total junto con O'Connor, Gilbert O'Sullivan y U2.

## Posicionamiento en listas
| Chart (2024)                                  | Peak position |
| --------------------------------------------- | ------------- |
| Australia (ARIA)                              | 1             |
| Austria (Ö3 Austria Top 40)                   | 4             |
| Bélgica (Flandes) (Ultratop 50)               | 18            |
| Bélgica (Valonia) (Ultratop 50)               | 34            |
| Brasil (Brasil Hot 100)                       | 41            |
| Canadá (Canadian Hot 100)                     | 2             |
| Canadá (CHR/Top 40)                           | 31            |
| Canadá (Canada Rock)                          | 24            |
| Croacia (Billboard)                           | 12            |
| Croacia (HRT)                                 | 15            |
| República Checa (Singles Digitál Top 100)     | 4             |
| Dinamarca (Tracklisten)                       | 5             |
| Finlandia (OFC)                               | 23            |
| Francia (SNEP)                                | 59            |
| Alemania (Offizielle Deutsche Charts)         | 10            |
| Global 200 (Billboard)                        | 1             |
| Grecia Internacional (IFPI)                   | 4             |
| Hungría (Single Top 40)                       | 14            |
| Islandia (Plötutíðindi)                       | 4             |
| India (IMI)                                   | 17            |
| Irlanda (IRMA)                                | 1             |
| Italia (FIMI)                                 | 82            |
| Letonia (LAIPA)                               | 3             |
| Letonia Airplay (LAIPA)                       | 8             |
| Lituania (AGATA)                              | 2             |
| Luxemburgo (Billboard)                        | 6             |
| MENA (IFPI)                                   | 15            |
| Países Bajos (Dutch Top 40)                   | 19            |
| Países Bajos (Mega Single Top 100)            | 9             |
| Nueva Zelanda (Recorded Music NZ)             | 1             |
| Nigeria (TurnTable Top 100)                   | 57            |
| Noruega (VG-lista)                            | 1             |
| Polonia (Polish Streaming Top 100)            | 15            |
| Portugal (AFP)                                | 50            |
| Singapur (RIAS)                               | 8             |
| Eslovaquia (Singles Digitál Top 100)          | 9             |
| Sudáfrica (Billboard)                         | 6             |
| Suecia (Sverigetopplistan)                    | 5             |
| Suiza (Schweizer Hitparade)                   | 5             |
| Emiratos Árabes Unidos (IFPI)                 | 7             |
| Reino Unido (UK Singles Chart)                | 1             |
| Estados Unidos (Billboard Hot 100)            | 1             |
| Estados Unidos (Adult Top 40)                 | 14            |
| Estados Unidos (Hot Rock & Alternative Songs) | 1             |
| Estados Unidos (Mainstream Top 40)            | 17            |